# Margarete Fischer-Bosch

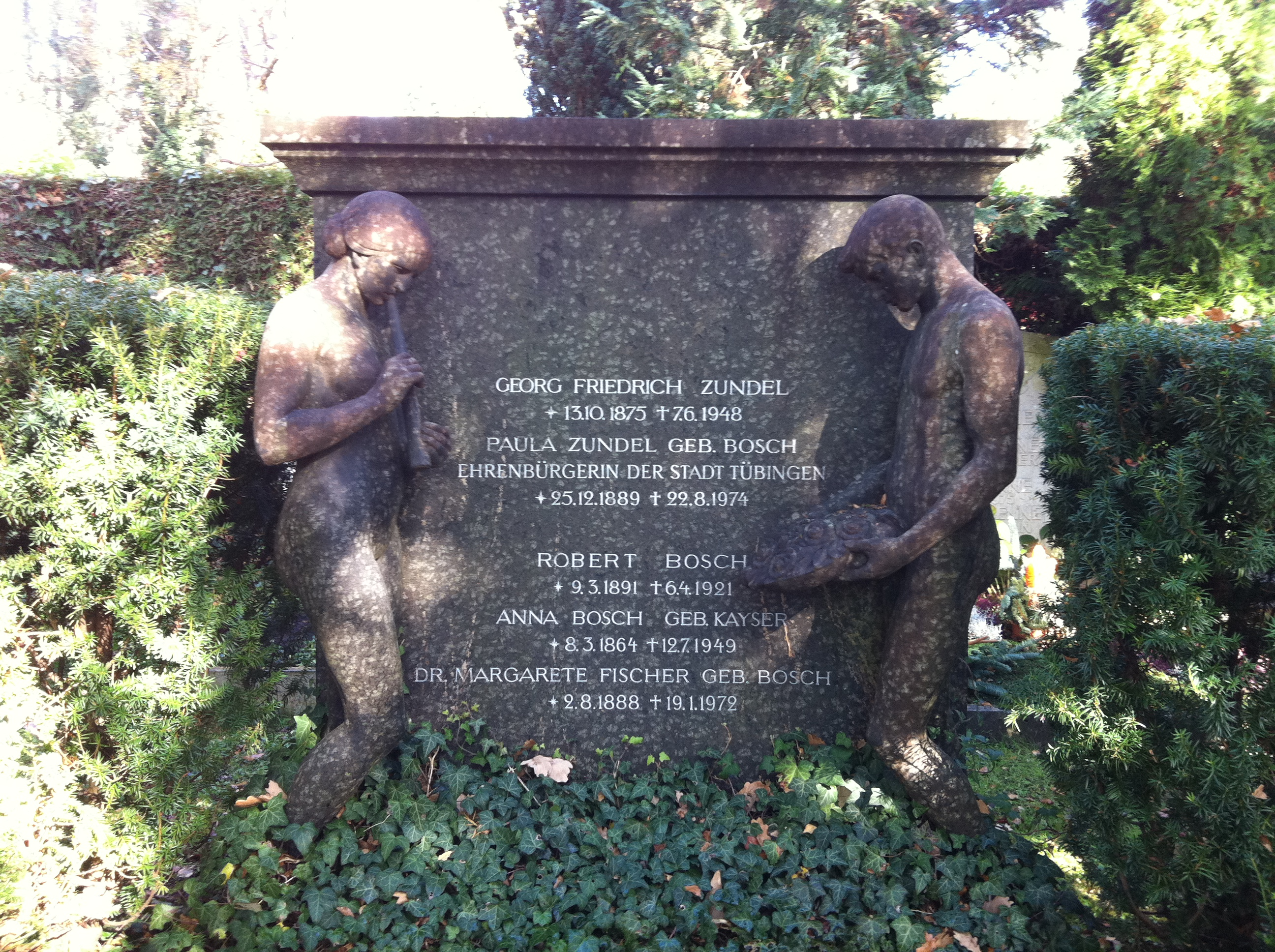
Grab von Margarete Fischer-Bosch auf dem Tübinger Stadtfriedhof

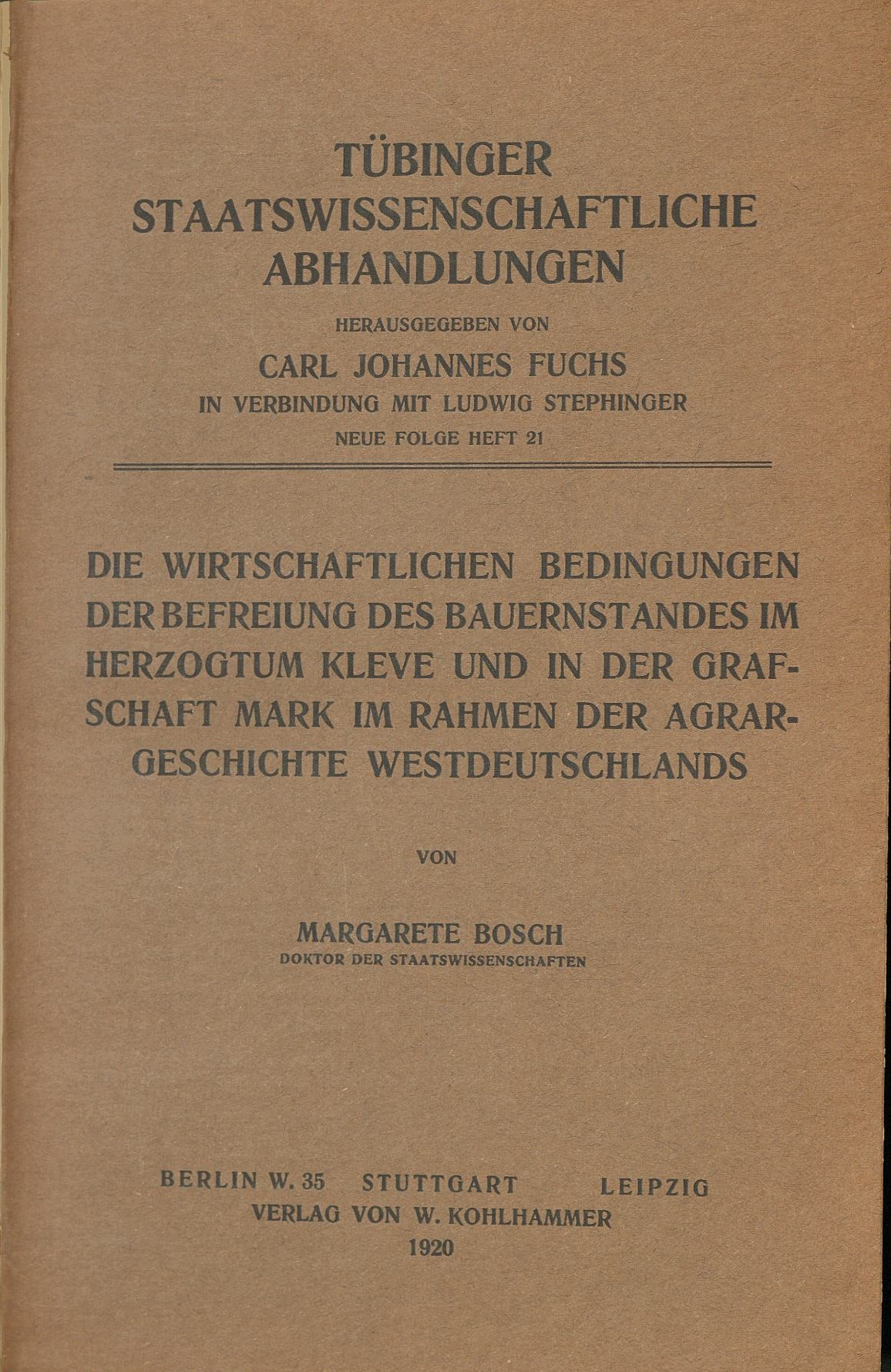
Agrargeschichte (1920)

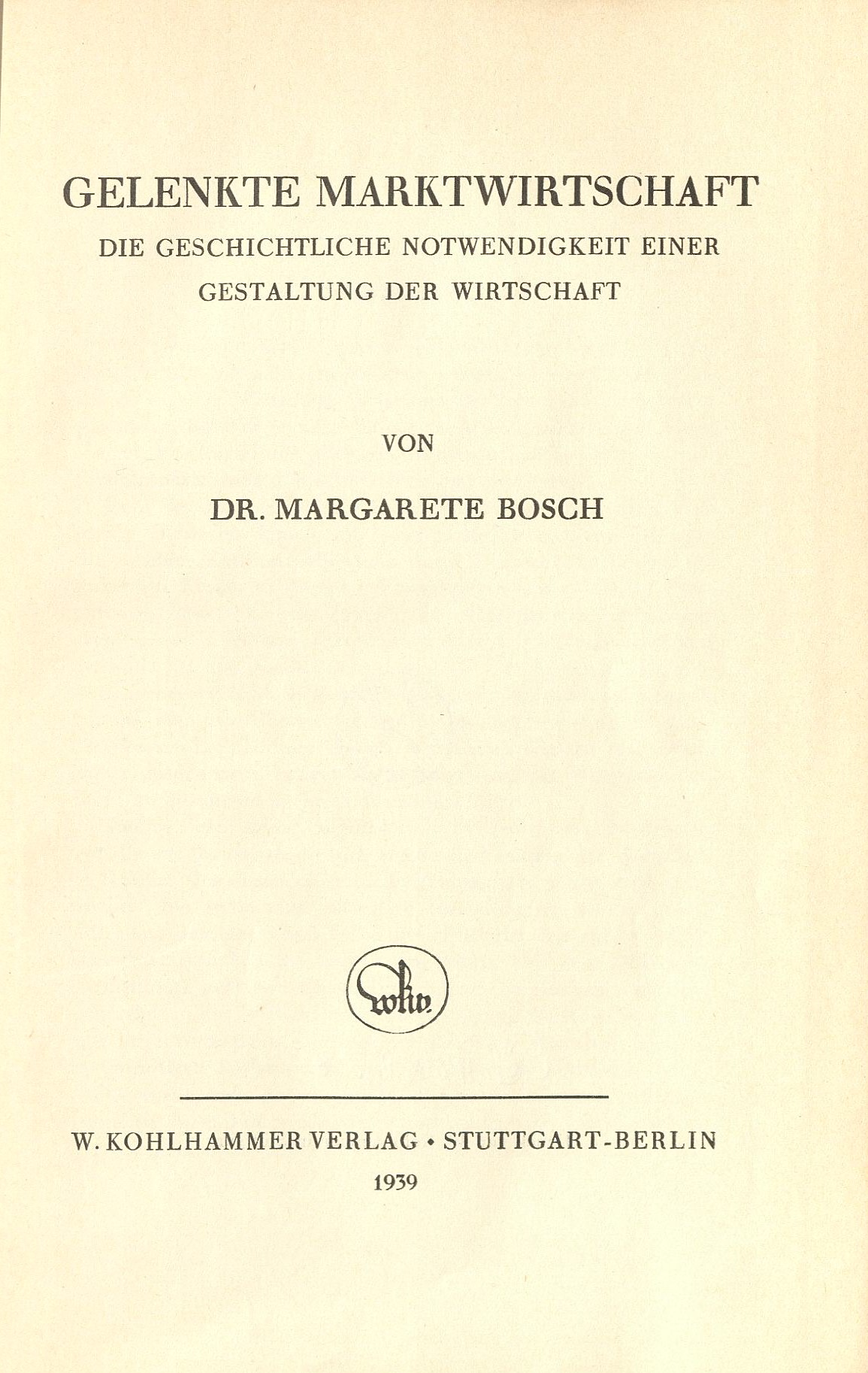
Gelenkte Marktwirtschaft (1939)

Margarete Fischer-Bosch (* 2. August 1888 in Stuttgart; † 19. Januar 1972 ebenda) war eine deutsche Politikerin (FDP).

## Leben, Beruf
Als Tochter des Industriellen Robert Bosch, dem Gründer der Robert Bosch GmbH, und dessen Frau Anna Bosch geb. Kayser wuchs Margarete in Stuttgart in der Rotebühlstraße 145 auf. Unmittelbare Nachbarin war damals Clara Zetkin. Als es 1913 bei der Firma Bosch zu einem Arbeitskampf kam, stellten sich Margarete Bosch und ihre jüngere Schwester Paula gegen ihren Vater, obwohl Robert Bosch für seine fortschrittliche Grundeinstellung bekannt war.
In Tübingen studierte sie Staatswissenschaften und schloss 1920 mit einer Dissertation ab, die sich historisch mit den ökonomischen Bedingungen der Klassengesellschaft auseinandersetzte.
Zusammen mit ihrer Schwester Paula Zundel ermöglichte es Margarete Fischer-Bosch durch eine großzügige Stiftung, dass die Kunsthalle Tübingen gebaut werden und mit Ausstellungen bestückt werden konnte und kann, die international Anerkennung fanden.
Margarete Fischer-Bosch starb am 19. Januar 1972 im Alter von 83 Jahren in Stuttgart. Sie fand ihre letzte Ruhestätte gemeinsam mit ihrer Mutter Anna Bosch (1864–1949), ihrem Bruder Robert (1891–1921), ihrer Schwester Paula (1889–1974) und ihrem Schwager Friedrich Zundel (1875–1948) im Familiengrab der Familie Zundel auf dem Stadtfriedhof in Tübingen.

## Politik
Nach dem Zweiten Weltkrieg schloss sich Margarete Bosch der DVP an, aus der später der Landesverband der FDP in Baden-Württemberg hervorging. Am 25. Mai 1950 rückte sie in den Landtag von Württemberg-Hohenzollern nach und war dort neben Gertrud Metzger die einzige Frau. Im Landtag gehörte sie bis zum Ende Württemberg-Hohenzollerns 1952 dem Wirtschafts- und Sozialausschuss und dem Sonderausschuss für das Bodenreformgesetz an. 1955/56 war sie stellvertretende Vorsitzende des Bundesfachausschusses für Sozialpolitik der FDP. Von 1969 bis 1970 war sie Mitglied des Beirats der Friedrich-Naumann-Stiftung.

## Ehrungen
Am Robert-Bosch-Krankenhaus in Stuttgart ist das Dr.-Margarete-Fischer-Bosch-Institut für Klinische Pharmakologie (IKP) nach ihr benannt. Der Aufbau dieses Instituts wurde durch eine Spende Margarete Fischer-Boschs ermöglicht.

## Werke
- Margarete Fischer-Bosch: Jugenderinnerungen an meinen Vater, Stuttgart 1990 (?).
- Margarete Fischer-Bosch: Gelenkte Marktwirtschaft: Die geschichtliche Notwendigkeit einer Gestaltung der Wirtschaft, Stuttgart 1939.
- Margarete Bosch: Die wirtschaftlichen Bedingungen der Befreiung des Bauernstandes im Herzogtum Kleve und in der Grafschaft Mark im Rahmen der Agrargeschichte Westdeutschlands, Berlin 1920.